# Schwarzer Kammlangur
Der Schwarze Kammlangur (Presbytis sumatrana, Syn.: P. melalophos sumatrana) ist eine Primatenart aus der Gruppe der Schlankaffen (Presbytini), die in einem kleinen Gebiet auf der indonesischen Insel Sumatra und auf den Batu-Inseln vorkommt. Das Verbreitungsgebiet deckt sich in etwa mit dem Territorium der Provinz Nordsumatra, auf Siberut kommt die Art jedoch nicht vor.

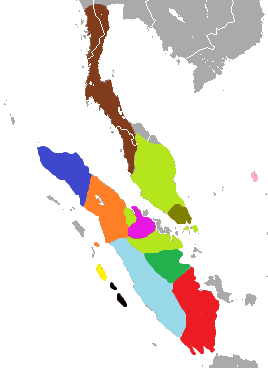
Orange – Das Verbreitungsgebiet des Schwarzen Kammlanguren

## Merkmale
Der Schwarze Kammlangur erreicht eine Kopf-Rumpf-Länge von 33 bis 35 cm (Männchen) bzw. 34 bis 39 cm (Weibchen), eine Schwanzlänge von 64 bis 72,5 cm (Männchen) bzw. 66 bis 84 cm (Weibchen), sowie ein Gewicht von 4,9 bis 7,2 kg (Männchen) und 5,1 bis 8,5 kg (Weibchen). Das Rückenfell und die Oberseite des Schwanzes sind dunkel graubraun bis schwarz. Die Außenseiten von Amen und Beinen, Hände und Füße sind schwarz. Kehle, Bauch, die Innenseiten der Gliedmaßen und die Unterseite des Schwanzes sind weiß und scharf von der dunklen Oberseite abgegrenzt. Der helle Haarschopf auf dem Kopf hat einen grauen bis dunkelbraunen, oft nur undeutlich ausgebildeten Mittelstreifen. Das Gesicht ist bläulich, rund um das Maul fleischfarben und die Lippen sind schwarz.

## Lebensweise
Der Schwarze Kammlangur kommt in Regenwäldern in flachen und bergigen Regionen vor. Darunter sind sowohl Primär- als auch Sekundärwälder. Seine Verhaltensweisen wurden bisher nicht näher erforscht. Wie andere Mützenlanguren lebt er wahrscheinlich in Gruppen und ist territorial. Die Affen ernähren sich vor allem von jungen Blättern, Früchten, Blüten und Samen.

## Gefährdung
Die International Union for Conservation of Nature and Natural Resources (IUCN) schätzt den Bestand des Schwarzen Kammlanguren als gefährdet (Endangered) ein. Sein ursprünglich vorhandener Lebensraum wurde in den vergangenen 30 Jahren zu 50 % abgeholzt. Der größte Teil des Restes besteht heute aus Sekundärwald und Forsten.